# Ғ
Ғ, ғ — кирилична літера. Позначає дзвінкий м'якопіднебінний фрикативний звук [ɣ] (схожий на українське та білоруське г [ɦ]), що не слід плутати з дзвінким язичковим фрикативним звуком [ʁ], як французьке r.

## Див. Також
- Г
- Ҕ
- Ґ

## Позиція в абетках
Цю літеру використовують в таких абетках:
- В башкирській (5-та).
- В таджицькій (5-та).
- В казахській (6-та).
- В азербайджанській (до 1992 р.; 5-та).
- В узбецькій (до 1992 р.; 34-та)

В ранніх абетках цих мов, заснованих на арабському письмі, літері Ғ відповідала ﻍ (ґайн). Латинським відповідником є: ğ або gh (в казахській і таджицькій), g' (в узбецькій), ğ (в азербайджанській).